# Siegbert Münch
Siegbert Münch ist ein ehemaliger deutscher Skispringer.

## Werdegang
Münch, der für den WSV Brotterode startete, gab sein internationales Debüt bei der Vierschanzentournee 1960/61. Beim Auftaktspringen von der Schattenbergschanze in Oberstdorf landete er auf Rang 65. Beim Neujahrsspringen in Garmisch-Partenkirchen erreichte er mit Rang 18 das beste Einzelresultat. Zu den weiteren Springen der Tournee trat er nicht an. Er beendete die Tournee auf Rang 63 der Gesamtwertung.
Bei der internationalen Skiflugwoche in Oberstdorf 1961 verpasste er mit einer persönlichen Bestweite von 135 Metern als Vierter im Einzel das Podium knapp, konnte aber mit der Mannschaft gewinnen.
Bei seiner letzten Vierschanzentournee 1961/62 konnte er seine Leistungen im Vergleich zum Vorjahr nicht steigern und landete in der Gesamtwertung nur auf Rang 72.

## Erfolge

### Vierschanzentournee-Platzierungen
| Saison  | Platz | Punkte |
| ------- | ----- | ------ |
| 1960/61 | 63.   | 369,5  |
| 1961/62 | 72.   | 371,5  |